# Lễ Tịch điền
Lễ cày tịch điền là một lễ hội trước đây tại một số quốc gia như Việt Nam và Trung Quốc, do nhà vua đích thân khai mạc. Ngày cử hành thường là một ngày vào trung tuần Tháng Giêng âm lịch.

## Lịch sử

### Trung Hoa
Lễ cày tịch điền xuất phát từ Trung Hoa, chữ Hán là 籍田禮 tịch điền lễ. Nguyên xuất phát từ việc những người đứng đầu các bộ lạc trong xã hội nguyên thủy vào dịp đầu xuân dẫn dân chúng đi cày cấy. Lễ tịch điền là ngày hội xuân được tổ chức trong tháng mạnh Xuân) nhưng không phải năm nào cũng tổ chức, với ruộng cày nằm ở phía nam kinh thành. Từ thời Chu, Hán trở đi đã tổ chức nhiều lần. Vào những năm tổ chức lễ tịch điền thì vua quan lần lượt xuống ruộng cày một vài đường đất nhằm khích lệ nông dân phát triển nông nghiệp, đặc biệt là phát triển nông nghiệp lúa nước. Sau khi đã làm lễ thái lao cúng Thần Nông, nhà vua đích thân xuống cày 3 luống, các vương công chư hầu cày 5 luống, cô khanh đại phu cày 7 luống, sĩ phu cày 9 luống. Sau đó thửa ruộng này sẽ được chăm sóc và sản phẩm sẽ dùng để tế lễ năm sau.

### Việt Nam
Tại Việt Nam, Đại Việt sử ký toàn thư chép là vào đầu xuân năm 987 vua Lê Đại Hành làm lễ tịch điền, cày ruộng để khuyến khích dân chúng trồng trọt sản xuất. Đó là lễ tịch điền đầu tiên ở Việt Nam được sử sách ghi nhận lại. Sau đó đến thời nhà Lý, lễ này được tổ chức long trọng hơn và là một trong những ngày hội chính của triều đình vào mùa xuân. Đến đời Trần, do nạn giặc nhà Nguyên nên lễ điền không mấy quan trọng như trước. Tuy nhiên, khi có điều kiện, nhà vua vẫn đích thân làm lễ. Đến các thời nhà Hồ, thì hầu như phong tục này không còn được giữ.
Sang thời nhà Nguyễn, vua Gia Long đã quy định ruộng tịch điền và vua Minh Mạng khôi phục lại nghi lễ này và coi như một đại lễ quan trọng. Vua Minh Mạng từng xuống dụ xem việc này "thực là chính sự quan trọng của đấng vương giả". Nhà vua còn cho khảo sát lại nghi thức cử hành đại lễ này dưới các triều đại vốn cho rằng quá giản lược, vì thế tháng 2 âm lịch năm 1828 vua giao cho bộ Lễ soạn thảo chu đáo các điển lễ làm thành thông lệ lâu dài. Đại lễ kéo dài 5 ngày vào mỗi tháng 5 âm lịch (tháng trọng Hạ) tại ruộng tịch điền tại phường An Trạch và Hậu Sinh, Kinh thành Huế. Trước ngày lễ 5 hôm, nhà vua lại ngự ra xem dân tập cày. Đến triều Tự Đức, nghi lễ được tu chỉnh cho bớt rườm rà và phù hợp với hoàn cảnh hơn. Từ nghi thức cho đến cách tổ chức, quy định người cày cho rõ ràng, nghiêm túc, thành kính vì nhà Nguyễn xem đây là một nghi lễ hết sức quan trọng thể hiện lòng trọng nông nghiệp của triều đình. Theo đó, sau nghi lễ, vua là người đầu tiên xuống ruộng cày, 3 lần đẩy cày đi, 3 lần đẩy cày lại, sau đó đến các vị hoàng công thân phiên, chỉ những người chức cao bổng hậu mới được tham dự, cày 5 lần rồi đến bá quan văn võ mỗi người cày 9 lần, cuối cùng là các vị kỳ lão hương thôn và lão nông... lần lượt cho đến khi kết thúc.

### Cày tịch điền thời hiện đại
Thời hiện đại, đôi khi các vị nguyên thủ Việt Nam cũng đích thân đi cày. Cũng có lần chủ tịch Hồ Chí Minh cũng đã xuống ruộng để cày vài đường làm nức lòng nhân dân miền bắc Xã hội chủ nghĩa. Tổng thống Việt Nam Cộng hòa Nguyễn Văn Thiệu cũng đã xuống ruộng kéo trâu cày vào các dịp kỷ niệm lễ ban hành luật "Người cày có ruộng".
Năm 2009, sau gần 100 năm ngừng tổ chức, lễ tịch điền được chính thức khôi phục tại Đọi Sơn thuộc tỉnh Hà Nam vào mùng 5-7 tháng giêng, và từ năm 2010, có sự tham gia của chủ tịch nước Nguyễn Minh Triết và Trương Tấn Sang, Trần Đại Quang, Nguyễn Xuân Phúc.

## Lễ cày tịch điền dưới các đời vua và các giai thoại khác
Lễ tịch điền được tiến hành đầu tiên dưới thời vua Lê Đại Hành. Theo Đại Việt sử ký toàn thư:
"Mùa xuân (năm Đinh Hợi 987), vua lần đầu cày ruộng tịch điền ở núi Đọi (Duy Tiên, Hà Nam) được một hũ nhỏ vàng. Lại cày ở núi Bàn Hải, được một hũ nhỏ bạc, nhân đó đặt tên là ruộng Kim Ngân (Kim Ngân điền). "
Sau đó nghi lễ này được tiếp tục và trở thành một truyền thống kéo dài đến thời nhà Trần. Vào thời Lý, Vua Lý Thái Tông là người rất chăm lo cho nông nghiệp nước nhà. Vua đã nhiều lần tự mình xuống ruộng cày. Sách Đại Việt sử ký toàn thư còn ghi lại một số sự việc :
"...Mùa đông, tháng 10, được mùa to. Ngày 14, vua thân ra ruộng ở Điểu Lộ xem gặt, nhân đổi tên cánh ruộng ấy gọi là ruộng Vĩnh Hưng. Ngày ấy, trở về cung..." (14 tháng 10 năm Canh Ngọ, 1030)
..."Mùa hạ, tháng 4, ngày mồng 1, vua ngự đến Tín Hương ở Đỗ Động giang cày ruộng tịch điền, có nhà nông dâng một cây lúa chiêm có 9 bông thóc. Xuống chiếu đổi gọi ruộng ấy là ruộng Ứng Thiên..." (ngày 1 tháng 4 năm Nhâm Thân, 1032)
..."Mùa xuân, tháng 3 (năm Nhâm Ngọ, 1042) vua ngự ra cửa biển Kha Lãm cày ruộng tịch điền rồi về Kinh sư...."
..."Mùa xuân, tháng 2 (năm Mậu Dần, 1038), vua ngự ra cửa Bố Hải cày ruộng tịch điền. Sai Hữu ty dọn cỏ đắp đàn. Vua thân tế Thần Nông, tế xong tự cầm cày để làm lễ tự cày. Các quan tả hữu có người can rằng: "Đó là công việc của nông phu, bệ hạ cần gì làm thế?" Vua nói: "Trẫm không tự cày thì lấy gì làm xôi cúng, lại lấy gì cho thiên hạ noi theo?" Nói xong đẩy cày ba lần rồi thôi. Tháng 3, vua về Kinh sư.
Sử thần Ngô Sĩ Liên nói: Thái Tông khôi phục lễ cổ, tự mình cày ruộng tịch điền để nêu gương cho thiên hạ, trên để cúng tông miếu, dưới để nuôi muôn dân, công hiệu trị nước dẫn đến dân đông, của giàu, nên thay!..."

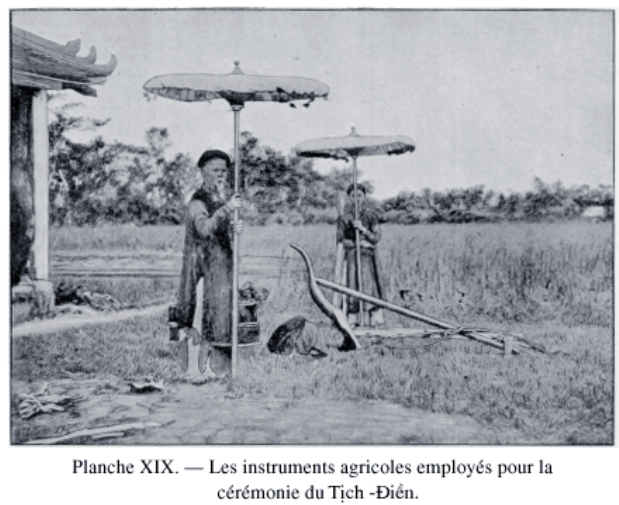
Chuẩn bị cho Lễ Tịch điền ở Đàn Tiên Nông năm 1919

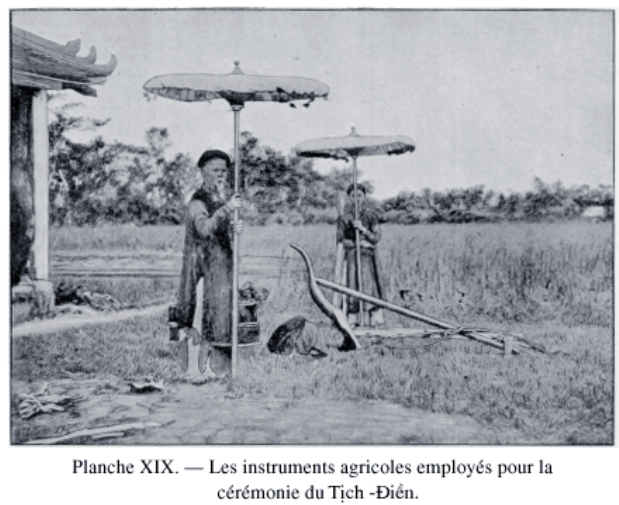
Chuẩn bị cho Lễ Tịch điền ở Đàn Tiên Nông năm 1919

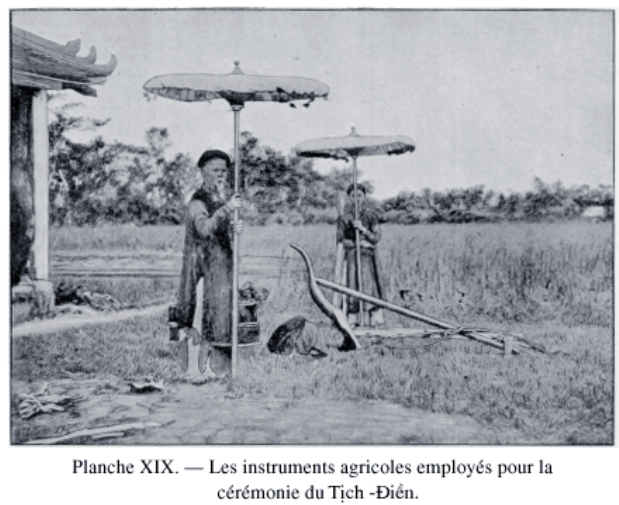
Chuẩn bị cho Lễ Tịch điền ở Đàn Tiên Nông năm 1919

Lễ hội được khôi phục và tiến hành long trọng, thành kính dưới thời nhà Nguyễn. Sách Đại Nam thực lục phần Chính biên đã ghi chép vào tháng 2 năm Mậu Tý (1828) vua Minh Mạng đã ban hành lời Dụ về việc cày ruộng tịch điền như sau:
"Vua bảo bầy tôi rằng: "Đời xưa vua cày ruộng tịch điền, để lấy gạo làm xôi tế Giao Miếu, nhân thể để xét thời tiết làm ruộng khuyên giúp nông dân, thực là việc lớn trong vương chính. Cái điển ba đường cày, sách vở còn chứng. Nước ta đời Trần đời Lê gián hoặc có làm nghi điển ấy, nhưng phần nhiều giản lược. Trẫm từ thân chính đến nay, chăm nghĩ đến dân, thường lấy việc dạy dân chăm nghề gốc làm gấp. Hiện nay triều đình nhàn rỗi, giảng tìm phép xưa, thực là việc nên làm trước. Nên chọn đất ở Kinh thành làm chỗ tịch điền". Bèn sai đặt ở hai phường Hậu Sinh và An Trạch, bên tả dựng đài Quan canh, đằng trước làm ruộng đế tịch, đằng sau làm điện thay áo, bên hữu đặt dàn Tiên Nông và đình Thần Thương thu thóc. Sai Trung quân Tống Phước Lương coi làm. Thưởng tiền cho thợ và biền binh làm việc 5.000 quan. Lại đặt sở Diễn canh (tập cày) ở phía Bắc cung Khánh Ninh, gọi là vườn Vĩnh Trạch. Sai bộ Lễ bàn định điển lệ. Hàng năm cứ tháng trọng Hạ (tháng 5) chọn ngày tốt làm lễ..."

## Ý nghĩa
Ở các nước nông nghiệp, vua đã biết chăm lo đến nghề nông thật là nên thay. Hơn nữa, như người xưa đã nói, hành động có công hiệu hơn ngàn lời nói. Chẳng thế mà kỷ cương phép nước giữ vững. Đất nước vững vàng, kinh tế cực phát triển, cũng nhờ công lớn lắm của các vua thời trước.

### Trung Hoa
Lễ cày tịch điền xuất phát từ Trung Hoa, chữ Hán là 籍田禮 tịch điền lễ. Nguyên xuất phát từ việc những người đứng đầu các bộ lạc trong xã hội nguyên thủy vào dịp đầu xuân dẫn dân chúng đi cày cấy. Lễ tịch điền là ngày hội xuân được tổ chức trong tháng mạnh Xuân) nhưng không phải năm nào cũng tổ chức, với ruộng cày nằm ở phía nam kinh thành. Từ thời Chu, Hán trở đi đã tổ chức nhiều lần. Vào những năm tổ chức lễ tịch điền thì vua quan lần lượt xuống ruộng cày một vài đường đất nhằm khích lệ nông dân phát triển nông nghiệp, đặc biệt là phát triển nông nghiệp lúa nước. Sau khi đã làm lễ thái lao cúng Thần Nông, nhà vua đích thân xuống cày 3 luống, các vương công chư hầu cày 5 luống, cô khanh đại phu cày 7 luống, sĩ phu cày 9 luống. Sau đó thửa ruộng này sẽ được chăm sóc và sản phẩm sẽ dùng để tế lễ năm sau.

### Việt Nam
Tại Việt Nam, Đại Việt sử ký toàn thư chép là vào đầu xuân năm 987 vua Lê Đại Hành làm lễ tịch điền, cày ruộng để khuyến khích dân chúng trồng trọt sản xuất. Đó là lễ tịch điền đầu tiên ở Việt Nam được sử sách ghi nhận lại. Sau đó đến thời nhà Lý, lễ này được tổ chức long trọng hơn và là một trong những ngày hội chính của triều đình vào mùa xuân. Đến đời Trần, do nạn giặc nhà Nguyên nên lễ điền không mấy quan trọng như trước. Tuy nhiên, khi có điều kiện, nhà vua vẫn đích thân làm lễ. Đến các thời nhà Hồ, thì hầu như phong tục này không còn được giữ.
Sang thời nhà Nguyễn, vua Gia Long đã quy định ruộng tịch điền và vua Minh Mạng khôi phục lại nghi lễ này và coi như một đại lễ quan trọng. Vua Minh Mạng từng xuống dụ xem việc này "thực là chính sự quan trọng của đấng vương giả". Nhà vua còn cho khảo sát lại nghi thức cử hành đại lễ này dưới các triều đại vốn cho rằng quá giản lược, vì thế tháng 2 âm lịch năm 1828 vua giao cho bộ Lễ soạn thảo chu đáo các điển lễ làm thành thông lệ lâu dài. Đại lễ kéo dài 5 ngày vào mỗi tháng 5 âm lịch (tháng trọng Hạ) tại ruộng tịch điền tại phường An Trạch và Hậu Sinh, Kinh thành Huế. Trước ngày lễ 5 hôm, nhà vua lại ngự ra xem dân tập cày. Đến triều Tự Đức, nghi lễ được tu chỉnh cho bớt rườm rà và phù hợp với hoàn cảnh hơn. Từ nghi thức cho đến cách tổ chức, quy định người cày cho rõ ràng, nghiêm túc, thành kính vì nhà Nguyễn xem đây là một nghi lễ hết sức quan trọng thể hiện lòng trọng nông nghiệp của triều đình. Theo đó, sau nghi lễ, vua là người đầu tiên xuống ruộng cày, 3 lần đẩy cày đi, 3 lần đẩy cày lại, sau đó đến các vị hoàng công thân phiên, chỉ những người chức cao bổng hậu mới được tham dự, cày 5 lần rồi đến bá quan văn võ mỗi người cày 9 lần, cuối cùng là các vị kỳ lão hương thôn và lão nông... lần lượt cho đến khi kết thúc.

### Cày tịch điền thời hiện đại
Thời hiện đại, đôi khi các vị nguyên thủ Việt Nam cũng đích thân đi cày. Cũng có lần chủ tịch Hồ Chí Minh cũng đã xuống ruộng để cày vài đường làm nức lòng nhân dân miền bắc Xã hội chủ nghĩa. Tổng thống Việt Nam Cộng hòa Nguyễn Văn Thiệu cũng đã xuống ruộng kéo trâu cày vào các dịp kỷ niệm lễ ban hành luật "Người cày có ruộng".
Năm 2009, sau gần 100 năm ngừng tổ chức, lễ tịch điền được chính thức khôi phục tại Đọi Sơn thuộc tỉnh Hà Nam vào mùng 5-7 tháng giêng, và từ năm 2010, có sự tham gia của chủ tịch nước Nguyễn Minh Triết và Trương Tấn Sang, Trần Đại Quang, Nguyễn Xuân Phúc.

## Lễ cày tịch điền dưới các đời vua và các giai thoại khác
Lễ tịch điền được tiến hành đầu tiên dưới thời vua Lê Đại Hành. Theo Đại Việt sử ký toàn thư:
"Mùa xuân (năm Đinh Hợi 987), vua lần đầu cày ruộng tịch điền ở núi Đọi (Duy Tiên, Hà Nam) được một hũ nhỏ vàng. Lại cày ở núi Bàn Hải, được một hũ nhỏ bạc, nhân đó đặt tên là ruộng Kim Ngân (Kim Ngân điền). "
Sau đó nghi lễ này được tiếp tục và trở thành một truyền thống kéo dài đến thời nhà Trần. Vào thời Lý, Vua Lý Thái Tông là người rất chăm lo cho nông nghiệp nước nhà. Vua đã nhiều lần tự mình xuống ruộng cày. Sách Đại Việt sử ký toàn thư còn ghi lại một số sự việc :
"...Mùa đông, tháng 10, được mùa to. Ngày 14, vua thân ra ruộng ở Điểu Lộ xem gặt, nhân đổi tên cánh ruộng ấy gọi là ruộng Vĩnh Hưng. Ngày ấy, trở về cung..." (14 tháng 10 năm Canh Ngọ, 1030)
..."Mùa hạ, tháng 4, ngày mồng 1, vua ngự đến Tín Hương ở Đỗ Động giang cày ruộng tịch điền, có nhà nông dâng một cây lúa chiêm có 9 bông thóc. Xuống chiếu đổi gọi ruộng ấy là ruộng Ứng Thiên..." (ngày 1 tháng 4 năm Nhâm Thân, 1032)
..."Mùa xuân, tháng 3 (năm Nhâm Ngọ, 1042) vua ngự ra cửa biển Kha Lãm cày ruộng tịch điền rồi về Kinh sư...."
..."Mùa xuân, tháng 2 (năm Mậu Dần, 1038), vua ngự ra cửa Bố Hải cày ruộng tịch điền. Sai Hữu ty dọn cỏ đắp đàn. Vua thân tế Thần Nông, tế xong tự cầm cày để làm lễ tự cày. Các quan tả hữu có người can rằng: "Đó là công việc của nông phu, bệ hạ cần gì làm thế?" Vua nói: "Trẫm không tự cày thì lấy gì làm xôi cúng, lại lấy gì cho thiên hạ noi theo?" Nói xong đẩy cày ba lần rồi thôi. Tháng 3, vua về Kinh sư.
Sử thần Ngô Sĩ Liên nói: Thái Tông khôi phục lễ cổ, tự mình cày ruộng tịch điền để nêu gương cho thiên hạ, trên để cúng tông miếu, dưới để nuôi muôn dân, công hiệu trị nước dẫn đến dân đông, của giàu, nên thay!..."
Lễ hội được khôi phục và tiến hành long trọng, thành kính dưới thời nhà Nguyễn. Sách Đại Nam thực lục phần Chính biên đã ghi chép vào tháng 2 năm Mậu Tý (1828) vua Minh Mạng đã ban hành lời Dụ về việc cày ruộng tịch điền như sau:
"Vua bảo bầy tôi rằng: "Đời xưa vua cày ruộng tịch điền, để lấy gạo làm xôi tế Giao Miếu, nhân thể để xét thời tiết làm ruộng khuyên giúp nông dân, thực là việc lớn trong vương chính. Cái điển ba đường cày, sách vở còn chứng. Nước ta đời Trần đời Lê gián hoặc có làm nghi điển ấy, nhưng phần nhiều giản lược. Trẫm từ thân chính đến nay, chăm nghĩ đến dân, thường lấy việc dạy dân chăm nghề gốc làm gấp. Hiện nay triều đình nhàn rỗi, giảng tìm phép xưa, thực là việc nên làm trước. Nên chọn đất ở Kinh thành làm chỗ tịch điền". Bèn sai đặt ở hai phường Hậu Sinh và An Trạch, bên tả dựng đài Quan canh, đằng trước làm ruộng đế tịch, đằng sau làm điện thay áo, bên hữu đặt dàn Tiên Nông và đình Thần Thương thu thóc. Sai Trung quân Tống Phước Lương coi làm. Thưởng tiền cho thợ và biền binh làm việc 5.000 quan. Lại đặt sở Diễn canh (tập cày) ở phía Bắc cung Khánh Ninh, gọi là vườn Vĩnh Trạch. Sai bộ Lễ bàn định điển lệ. Hàng năm cứ tháng trọng Hạ (tháng 5) chọn ngày tốt làm lễ..."

## Ý nghĩa
Ở các nước nông nghiệp, vua đã biết chăm lo đến nghề nông thật là nên thay. Hơn nữa, như người xưa đã nói, hành động có công hiệu hơn ngàn lời nói. Chẳng thế mà kỷ cương phép nước giữ vững. Đất nước vững vàng, kinh tế cực phát triển, cũng nhờ công lớn lắm của các vua thời trước.

### Trung Hoa
Lễ cày tịch điền xuất phát từ Trung Hoa, chữ Hán là 籍田禮 tịch điền lễ. Nguyên xuất phát từ việc những người đứng đầu các bộ lạc trong xã hội nguyên thủy vào dịp đầu xuân dẫn dân chúng đi cày cấy. Lễ tịch điền là ngày hội xuân được tổ chức trong tháng mạnh Xuân) nhưng không phải năm nào cũng tổ chức, với ruộng cày nằm ở phía nam kinh thành. Từ thời Chu, Hán trở đi đã tổ chức nhiều lần. Vào những năm tổ chức lễ tịch điền thì vua quan lần lượt xuống ruộng cày một vài đường đất nhằm khích lệ nông dân phát triển nông nghiệp, đặc biệt là phát triển nông nghiệp lúa nước. Sau khi đã làm lễ thái lao cúng Thần Nông, nhà vua đích thân xuống cày 3 luống, các vương công chư hầu cày 5 luống, cô khanh đại phu cày 7 luống, sĩ phu cày 9 luống. Sau đó thửa ruộng này sẽ được chăm sóc và sản phẩm sẽ dùng để tế lễ năm sau.

### Việt Nam
Tại Việt Nam, Đại Việt sử ký toàn thư chép là vào đầu xuân năm 987 vua Lê Đại Hành làm lễ tịch điền, cày ruộng để khuyến khích dân chúng trồng trọt sản xuất. Đó là lễ tịch điền đầu tiên ở Việt Nam được sử sách ghi nhận lại. Sau đó đến thời nhà Lý, lễ này được tổ chức long trọng hơn và là một trong những ngày hội chính của triều đình vào mùa xuân. Đến đời Trần, do nạn giặc nhà Nguyên nên lễ điền không mấy quan trọng như trước. Tuy nhiên, khi có điều kiện, nhà vua vẫn đích thân làm lễ. Đến các thời nhà Hồ, thì hầu như phong tục này không còn được giữ.
Sang thời nhà Nguyễn, vua Gia Long đã quy định ruộng tịch điền và vua Minh Mạng khôi phục lại nghi lễ này và coi như một đại lễ quan trọng. Vua Minh Mạng từng xuống dụ xem việc này "thực là chính sự quan trọng của đấng vương giả". Nhà vua còn cho khảo sát lại nghi thức cử hành đại lễ này dưới các triều đại vốn cho rằng quá giản lược, vì thế tháng 2 âm lịch năm 1828 vua giao cho bộ Lễ soạn thảo chu đáo các điển lễ làm thành thông lệ lâu dài. Đại lễ kéo dài 5 ngày vào mỗi tháng 5 âm lịch (tháng trọng Hạ) tại ruộng tịch điền tại phường An Trạch và Hậu Sinh, Kinh thành Huế. Trước ngày lễ 5 hôm, nhà vua lại ngự ra xem dân tập cày. Đến triều Tự Đức, nghi lễ được tu chỉnh cho bớt rườm rà và phù hợp với hoàn cảnh hơn. Từ nghi thức cho đến cách tổ chức, quy định người cày cho rõ ràng, nghiêm túc, thành kính vì nhà Nguyễn xem đây là một nghi lễ hết sức quan trọng thể hiện lòng trọng nông nghiệp của triều đình. Theo đó, sau nghi lễ, vua là người đầu tiên xuống ruộng cày, 3 lần đẩy cày đi, 3 lần đẩy cày lại, sau đó đến các vị hoàng công thân phiên, chỉ những người chức cao bổng hậu mới được tham dự, cày 5 lần rồi đến bá quan văn võ mỗi người cày 9 lần, cuối cùng là các vị kỳ lão hương thôn và lão nông... lần lượt cho đến khi kết thúc.

### Cày tịch điền thời hiện đại
Thời hiện đại, đôi khi các vị nguyên thủ Việt Nam cũng đích thân đi cày. Cũng có lần chủ tịch Hồ Chí Minh cũng đã xuống ruộng để cày vài đường làm nức lòng nhân dân miền bắc Xã hội chủ nghĩa. Tổng thống Việt Nam Cộng hòa Nguyễn Văn Thiệu cũng đã xuống ruộng kéo trâu cày vào các dịp kỷ niệm lễ ban hành luật "Người cày có ruộng".
Năm 2009, sau gần 100 năm ngừng tổ chức, lễ tịch điền được chính thức khôi phục tại Đọi Sơn thuộc tỉnh Hà Nam vào mùng 5-7 tháng giêng, và từ năm 2010, có sự tham gia của chủ tịch nước Nguyễn Minh Triết và Trương Tấn Sang, Trần Đại Quang, Nguyễn Xuân Phúc.

## Lễ cày tịch điền dưới các đời vua và các giai thoại khác
Lễ tịch điền được tiến hành đầu tiên dưới thời vua Lê Đại Hành. Theo Đại Việt sử ký toàn thư:
"Mùa xuân (năm Đinh Hợi 987), vua lần đầu cày ruộng tịch điền ở núi Đọi (Duy Tiên, Hà Nam) được một hũ nhỏ vàng. Lại cày ở núi Bàn Hải, được một hũ nhỏ bạc, nhân đó đặt tên là ruộng Kim Ngân (Kim Ngân điền). "
Sau đó nghi lễ này được tiếp tục và trở thành một truyền thống kéo dài đến thời nhà Trần. Vào thời Lý, Vua Lý Thái Tông là người rất chăm lo cho nông nghiệp nước nhà. Vua đã nhiều lần tự mình xuống ruộng cày. Sách Đại Việt sử ký toàn thư còn ghi lại một số sự việc :
"...Mùa đông, tháng 10, được mùa to. Ngày 14, vua thân ra ruộng ở Điểu Lộ xem gặt, nhân đổi tên cánh ruộng ấy gọi là ruộng Vĩnh Hưng. Ngày ấy, trở về cung..." (14 tháng 10 năm Canh Ngọ, 1030)
..."Mùa hạ, tháng 4, ngày mồng 1, vua ngự đến Tín Hương ở Đỗ Động giang cày ruộng tịch điền, có nhà nông dâng một cây lúa chiêm có 9 bông thóc. Xuống chiếu đổi gọi ruộng ấy là ruộng Ứng Thiên..." (ngày 1 tháng 4 năm Nhâm Thân, 1032)
..."Mùa xuân, tháng 3 (năm Nhâm Ngọ, 1042) vua ngự ra cửa biển Kha Lãm cày ruộng tịch điền rồi về Kinh sư...."
..."Mùa xuân, tháng 2 (năm Mậu Dần, 1038), vua ngự ra cửa Bố Hải cày ruộng tịch điền. Sai Hữu ty dọn cỏ đắp đàn. Vua thân tế Thần Nông, tế xong tự cầm cày để làm lễ tự cày. Các quan tả hữu có người can rằng: "Đó là công việc của nông phu, bệ hạ cần gì làm thế?" Vua nói: "Trẫm không tự cày thì lấy gì làm xôi cúng, lại lấy gì cho thiên hạ noi theo?" Nói xong đẩy cày ba lần rồi thôi. Tháng 3, vua về Kinh sư.
Sử thần Ngô Sĩ Liên nói: Thái Tông khôi phục lễ cổ, tự mình cày ruộng tịch điền để nêu gương cho thiên hạ, trên để cúng tông miếu, dưới để nuôi muôn dân, công hiệu trị nước dẫn đến dân đông, của giàu, nên thay!..."
Lễ hội được khôi phục và tiến hành long trọng, thành kính dưới thời nhà Nguyễn. Sách Đại Nam thực lục phần Chính biên đã ghi chép vào tháng 2 năm Mậu Tý (1828) vua Minh Mạng đã ban hành lời Dụ về việc cày ruộng tịch điền như sau:
"Vua bảo bầy tôi rằng: "Đời xưa vua cày ruộng tịch điền, để lấy gạo làm xôi tế Giao Miếu, nhân thể để xét thời tiết làm ruộng khuyên giúp nông dân, thực là việc lớn trong vương chính. Cái điển ba đường cày, sách vở còn chứng. Nước ta đời Trần đời Lê gián hoặc có làm nghi điển ấy, nhưng phần nhiều giản lược. Trẫm từ thân chính đến nay, chăm nghĩ đến dân, thường lấy việc dạy dân chăm nghề gốc làm gấp. Hiện nay triều đình nhàn rỗi, giảng tìm phép xưa, thực là việc nên làm trước. Nên chọn đất ở Kinh thành làm chỗ tịch điền". Bèn sai đặt ở hai phường Hậu Sinh và An Trạch, bên tả dựng đài Quan canh, đằng trước làm ruộng đế tịch, đằng sau làm điện thay áo, bên hữu đặt dàn Tiên Nông và đình Thần Thương thu thóc. Sai Trung quân Tống Phước Lương coi làm. Thưởng tiền cho thợ và biền binh làm việc 5.000 quan. Lại đặt sở Diễn canh (tập cày) ở phía Bắc cung Khánh Ninh, gọi là vườn Vĩnh Trạch. Sai bộ Lễ bàn định điển lệ. Hàng năm cứ tháng trọng Hạ (tháng 5) chọn ngày tốt làm lễ..."

## Ý nghĩa
Ở các nước nông nghiệp, vua đã biết chăm lo đến nghề nông thật là nên thay. Hơn nữa, như người xưa đã nói, hành động có công hiệu hơn ngàn lời nói. Chẳng thế mà kỷ cương phép nước giữ vững. Đất nước vững vàng, kinh tế cực phát triển, cũng nhờ công lớn lắm của các vua thời trước.